# Mike Koenders
Mike Koenders (Nordhorn, 9 mei 1992) is een Duits voetballer die als verdediger speelt.

## Carrière
Koenders begon met voetballen bij het Duitse Union Emlichheim. Daar speelde hij zich in de kijker bij het Nederlandse FC Emmen, waar hij in de jeugdopleiding kwam te spelen. In 2009 maakte hij, in het kader van een samenwerkingsverband, de overstap naar de jeugdopleiding naar sc Heerenveen. In het seizoen 2011/12 werd hij door sc Heerenveen uitgeleend aan zijn oude club FC Emmen. Daar maakte hij op 5 augustus 2011 zijn debuut in het betaald voetbal tegen FC Eindhoven (3-0 verlies); hij mocht in de rust invallen voor Sander Fischer. Per seizoen 2012/13 komt Koenders uit voor PEC Zwolle, waar hij een tweejarig contract tekende. Na één seizoen bij PEC werd zijn contract in onderling overleg ontbonden.
Gedurende het seizoen 2013/2014 speelde Koenders voor SC Genemuiden, waarmee hij kampioen werd in de Zaterdag Hoofdklasse C.
Het seizoen 2014/2015 speelde Koenders voor het Duitse TuS Lingen, waarmee hij weer kampioen werd en naar de Oberliga promoveerde. In het seizoen 2016/17 speelde Koenders voor BV Cloppenburg en in 2017 ging hij naar VfB Homberg.

## Statistieken
| Seizoen                     | Club           | Land        | Competitie             | Wed. | Goals |
| --------------------------- | -------------- | ----------- | ---------------------- | ---- | ----- |
| 2011/12                     | FC Emmen       | Nederland   | Eerste divisie         | 25   | 0     |
| 2012/13                     | PEC Zwolle     | Nederland   | Eredivisie             | 0    | 0     |
| 2013/14                     | SC Genemuiden  | Nederland   | Hoofdklasse C          | 26   | 1     |
| 2014/15                     | TuS Lingen     | Deutschland | Landesliga Weser-Ems   | 30   | 4     |
| 2015/16                     | TuS Lingen     | Deutschland | Oberliga Niedersachsen | 22   | 6     |
| 2016/17                     | BV Cloppenburg | Deutschland | Oberliga Niedersachsen | 19   | 3     |
| 2017/18                     | VfB Homberg    | Deutschland | Oberliga Niederrhein   | 19   | 2     |
| Totaal                      | Totaal         | Totaal      | Totaal                 | 131  | 16    |
| Bijgewerkt tot 22 juni 2018 |                |             |                        |      |       |